# Ato ilícito
O ato ilícito é um conceito jurídico que descreve qualquer ato que seja contrário ao Direito. Dependendo da tutela jurídica, pode ser uma ofensa de natureza civil ou penal, na qual, na teoria geral do crime, será conhecido também como antijuricidade.
O ato ilícito pode ser definido pelo dolo, culpa, quando é chamado ato ilícito puro ou mesmo pelo abuso de um direito, quando é chamado de ato ilícito equiparado.